# Víctor González
Víctor "Kino" González (San Salvador de Jujuy, 1959) és un director de cinema i director de fotografia argentí
González es va llicenciar en enginyeria a la Universitat de La Plata del 1976 al 1979. L'any 1980 va començar a estudiar al Centro Experimental y de Realización Cinematográfica. Allà va començar a rodar el curtmetratge Guachoabel, que va comportar la seva expulsió de l'institut designat pel govern militar. Va completar la pel·lícula el 1987, que es va projectar en festivals de Berlín (1988), Mont-real (1988) i Clermont-Ferrand (1990).
Del 1993 al 1996 González va realitzar el seu primer llargmetratge Ciudad de Dios. Amb una beca del Hubert Bals Fund, González va començar a treballar amb Huili Raffo en el guió de la pel·lícula Los Buenos Sentimentos, que es va estrenar l'any 1998 (titulada El cielo elegido'). ') va rebre el primer premi al concurs de guions de la revista La Nación. A més, González va treballar en una dotzena de pel·lícules com a director de fotografia.

## Filmografia
- 1989: Desembarcos (direcció: Alcides Chiesa i Jeanine Meerapfel), director de fotografia
- 1994: Amigomío d'Alcides Chiesa i Jeanine Meerapfel), director de fotografia,
- 1996: Amor de otoño (direcció: José Conrado Castelli), director de fotografia,
- 1998: Picado fino (direcció: Esteban Sapir), director de fotografia,
- 1998: Invierno mala vida (direcció: Gregoria Cramer), director de fotografia,
- 1999: El visitante (direcció: Javier Olivera), director de fotografia,
- 1999: El amateur (direcció: Juan Bautista Stagnaro), director de fotografia,
- 1999: Destinos marcados, guionista i direcció,
- 2001: Herencia (guionista: Paula Hernández),
- 2003: Ciudad de Dios, guionista, direcció i producció,
- 2004: Parapalos (guionista: Ana Poliak), director de fotografia,
- 2007: Fotografías (direcció: Andrés Di Tella), director de fotografia,
- 2010: Las mujeres llegan tarde (direcció: Marcela Balza), director de fotografia,
- 2010: El cielo elegido, guionista, direcció i producció,
- 2012: El amigo alemán (dirigida per Jeanine Meerapfel), director de fotografia[2]